# Brummeckebach
| Zuläufe und Bauwerke \| Brummeckebach \| Brummeckebach \| Brummeckebach \| \| ------------- \| ------------- \| ------------------------- \| \| Legende \| \| \| \| Hasselfelde \| \| Hasselfelde \| \| \| \| Quellarme \| \| \| \| letzter Quellarm (rechts) \| \| \| \| rechter Zufluss \| \| \| \| Linker Zulauf \| \| \| \| B 81 \| \| \| \| Sellegraben \| \| \| \| B 242 \| \| Hassel \| \| \| |  |                           |
| Brummeckebach |  |                           |
| Legende |  |                           |
| Hasselfelde |  | Hasselfelde               |
| |  | Quellarme                 |
| |  | letzter Quellarm (rechts) |
| |  | rechter Zufluss           |
| |  | Linker Zulauf             |
| |  | B 81                      |
| |  | Sellegraben               |
| |  | B 242                     |
| Hassel |  |                           |

Der Brummeckebach ist ein orografisch linker Nebenfluss der Hassel. Die Flussordnungszahl ist 6.

## Verlauf
Der Bach kommt aus einem Quellgebiet südlich des Hagenbachs. Der längste und höchstgelegene Quellarm entspringt auf knapp 53 Meter Höhe. Nach dem Zusammenfluss mit drei Quellarmen, die teils auch wieder aus mehreren Quellarmen entstehen, ist der Name Brummeckebach erstmals nachzuweisen. Hier wird aus 491 Meter ein Sumpf durchflossen. Auf Höhe von 475 Meter mündet ein an der Harzhochstraße entspringender Zufluss in den Bach, der nun dem Verlauf selbiger Straße bis zu deren Einmündung in die B 81 folgt. Die B 81 wird unterquert, der Sellegraben aufgenommen und der Brummeckebach folgt grob dem Verlauf der B 81, unterquert die B 242 und mündet kurz drauf, nördlich von Bocksmühle, in die Hassel.

## Namensherkunft
Der Anhang -bach ist eindeutig, die Herkunft des Grundwortes ist jedoch ungeklärt. Allerdings ist der Name auch in abgewandelter Form, aber auch als Brummecke, westlich der Weser häufiger vertreten. Einer möglichen Erklärung nach ist das Grundwort ist dann -beke (in Skandinavien und England auch als -bekkir). Weitere Formen sind -mecke oder -micke, -bike, -bek(e), -eke, -ke. Es liegt eine Wortbildung mit der Verkleinerungssilbe -ke gebildetes Wort vor, welches teils durch Abschleifung seine vollere Form eingebüßt hat. Ein Beck ist "gleichsam der Schnabel an dem Höhenzuge, aus welchem er kommt."

## Zuflüsse
- Sellegraben (rechts)